# Bahnstrecke Eksjö–Österbymo
| Relikte des Bahnhofs Österbymo (2009) |                             |                                            |                              |
| |                             |                                            |                              |
| Streckennummer: | 478                         |                                            |                              |
| Kursbuchstrecke: | 199 (1930)                  |                                            |                              |
| Streckenlänge: | 34,586 km                   |                                            |                              |
| Spurweite: | 891 mm (schwed. 3-Fuß-Spur) |                                            |                              |
| Maximale Neigung: | 20 ‰                        |                                            |                              |
| Minimaler Radius: | 300 m                       |                                            |                              |
| Streckengeschwindigkeit: | 30 km/h                     |                                            |                              |
| |                             |                                            |                              |
| \| \| \| Übergang von der Strecke Nässjö–Oskarshamn \| \| \| \| 0,000 \| Eksjö \| 210 m ö.h. \| \| \| 3,041 \| Eksjöholm \| 210 m ö.h. \| \| \| 4,195 \| Kvänsås \| 212 m ö.h. \| \| \| 5,500 \| Anschluss Kiesgrube \| 221 m ö.h. \| \| \| 7,643 \| Högaskog \| 247 m ö.h. \| \| \| 11,018 \| Kålshester \| 280 m ö.h. \| \| \| 13,750 \| Skurugata \| 274 m ö.h. \| \| \| 14,100 \| Wasserentnahmestelle Stensjön \| 272 m ö.h. \| \| \| 19,048 \| Monkabo (Ladestelle) \| 245 m ö.h. \| \| \| 20,605 \| Lägern \| 256 m ö.h. \| \| \| 25,322 \| Rydsnäs \| 214 m ö.h. \| \| \| 26,460 \| Malmaån \| Malmaån \| \| \| 29,372 \| Forsnäs \| 199 m ö.h. \| \| \| 29,600 \| Anschluss Sägewerk und Hafen \| Anschluss Sägewerk und Hafen \| \| \| 33,720 \| Bulsjöån \| Bulsjöån \| \| \| 34,582 \| Österbymo \| 183 m ö.h. \| \| \| \| Anschluss Zementfabrik \| \| \| \| \| \| \| \| Quellen: [1][3] \| \| \| \| |                             |                                            |                              |
| |                             | Übergang von der Strecke Nässjö–Oskarshamn |                              |
| Kopfbahnhof Streckenanfang (Strecke außer Betrieb) | 0,000                       | Eksjö                                      | 210 m ö.h.                   |
| Haltepunkt / Haltestelle (Strecke außer Betrieb) | 3,041                       | Eksjöholm                                  | 210 m ö.h.                   |
| Haltepunkt / Haltestelle (Strecke außer Betrieb) | 4,195                       | Kvänsås                                    | 212 m ö.h.                   |
| Abzweig geradeaus und nach rechts (Strecke außer Betrieb) | 5,500                       | Anschluss Kiesgrube                        | 221 m ö.h.                   |
| Bahnhof (Strecke außer Betrieb) | 7,643                       | Högaskog                                   | 247 m ö.h.                   |
| Bahnhof (Strecke außer Betrieb) | 11,018                      | Kålshester                                 | 280 m ö.h.                   |
| Bahnhof (Strecke außer Betrieb) | 13,750                      | Skurugata                                  | 274 m ö.h.                   |
| Blockstelle (Strecke außer Betrieb) | 14,100                      | Wasserentnahmestelle Stensjön              | 272 m ö.h.                   |
| Blockstelle (Strecke außer Betrieb) | 19,048                      | Monkabo (Ladestelle)                       | 245 m ö.h.                   |
| Bahnhof (Strecke außer Betrieb) | 20,605                      | Lägern                                     | 256 m ö.h.                   |
| Bahnhof (Strecke außer Betrieb) | 25,322                      | Rydsnäs                                    | 214 m ö.h.                   |
| Brücke über Wasserlauf (Strecke außer Betrieb) | 26,460                      | Malmaån                                    | Malmaån                      |
| Bahnhof (Strecke außer Betrieb) | 29,372                      | Forsnäs                                    | 199 m ö.h.                   |
| Abzweig geradeaus und von links (Strecke außer Betrieb) | 29,600                      | Anschluss Sägewerk und Hafen               | Anschluss Sägewerk und Hafen |
| Brücke über Wasserlauf (Strecke außer Betrieb) | 33,720                      | Bulsjöån                                   | Bulsjöån                     |
| Bahnhof (Strecke außer Betrieb) | 34,582                      | Österbymo                                  | 183 m ö.h.                   |
| Betriebsstelle Streckenende (Strecke außer Betrieb) |                             | Anschluss Zementfabrik                     | Anschluss Zementfabrik       |
| |                             |                                            |                              |
| Quellen: |                             |                                            |                              |

Die Bahnstrecke Eksjö–Österbymo ist eine ehemalige 35 Kilometer lange, schmalspurige Eisenbahnstrecke in Schweden. Sie führte von Eksjö in Jönköpings län nach Österbymo in Östergötlands län.

## Geschichte

### Erste Ideen und Streckenvorschläge
Erste Pläne für eine Eisenbahnstrecke in dieser Region gab es ab 1865 mit Debatten über eine Eisenbahn von Oskarshamn durch Småland, bei der viele Gemeinden einen Eisenbahnanschluss anstrebten. Nachdem 1869 der Verlauf der Bahnstrecke Nässjö–Oskarshamn über Eksjö beschlossen worden war, begann das Bestreben nach weiteren Strecken.
Mehrere Eisenbahnversammlungen wurden ergebnislos abgehalten, bis im Februar 1896 in Österbymo die Untersuchung einer Schmalspurbahn mit der Spurweite von drei schwedischen Fuß (891 mm) zwischen Eksjö und Kisa beschlossen wurde. Auf einer weiteren Sitzung in Eksjö im September legte Ludvig Broomé, Ingenieur im Väg- och vattenbyggnadskåren, einen Vorschlag für eine solche Strecke vor, der weitgehend auf früheren Studien von 1886/1887 für eine Strecke von Linköping über Kisa nach Eksjö basierte. Da keine Finanzierung des Projekts zustande kam, wurden die Bemühungen um eine Konzession wieder aufgegeben. Bei der Versammlung im Juli 1898 in Österbymo wurde die Beantragung einer Konzession für eine Schmalspurbahn zwischen Eksjö und Österbymo bei Emil Uno Ludvig Swensson beschlossen. Dies gelang aber ebenfalls nicht.

### Pläne für eine Normalspurstrecke
Der Wunsch nach einer Eisenbahn blieb bestehen. 1905 wurde ein Ausschuss mit dem Verkehrsleiter der Nässjö-Oskarshamns Järnväg, Emil Uno Ludvig Swensson, dem Bürgermeister von Eksjö Ludvig Magnus Eurén, dem Bankdirektor Oscar Erik Petri, dem Oberst August Åstrand, dem Geschworenen Aug. Carlsson und dem Grundbesitzer R. Norrby als Mitgliedern gebildet, der am 12. September erstmals zusammentrat. Der Ausschuss beschloss die Untersuchung einer Normalspurbahn Eksjö–Österbymo. Die Stadt Eksjö, die Gemeinden Västra Ryd und Sund sowie die Nässjö-Oskarshamns Järnväg beteiligten sich daran. Der Ingenieur Erik Lindbom wurde mit der Durchführung der Studie beauftragt und stellte sie im Februar 1906 fertig. Er schätzte die Kosten für die 35 Kilometer lange Strecke auf 1.200.000 Schwedische Kronen. Der Ingenieur B. Carlsson prognostizierte jährliche Einnahmen von 117.937 Kronen brutto und Betriebskosten von 60 % davon.
Der bereits eingesetzte Interimsvorstand unterzeichnete den Konzessionsantrag am 6. März 1906 und die Konzession wurde am 5. Juli 1907 erteilt. Bereits im Juli 1906 rief der Interimsvorstand zur Aktienzeichnung auf. Da diese nicht wie erhofft verlief, gelang erneut nicht die Beschaffung des Geldes.

### Streckenplanung in Schmalspur und Gründung der Eksjö–Österbymo Järnvägsaktiebolag

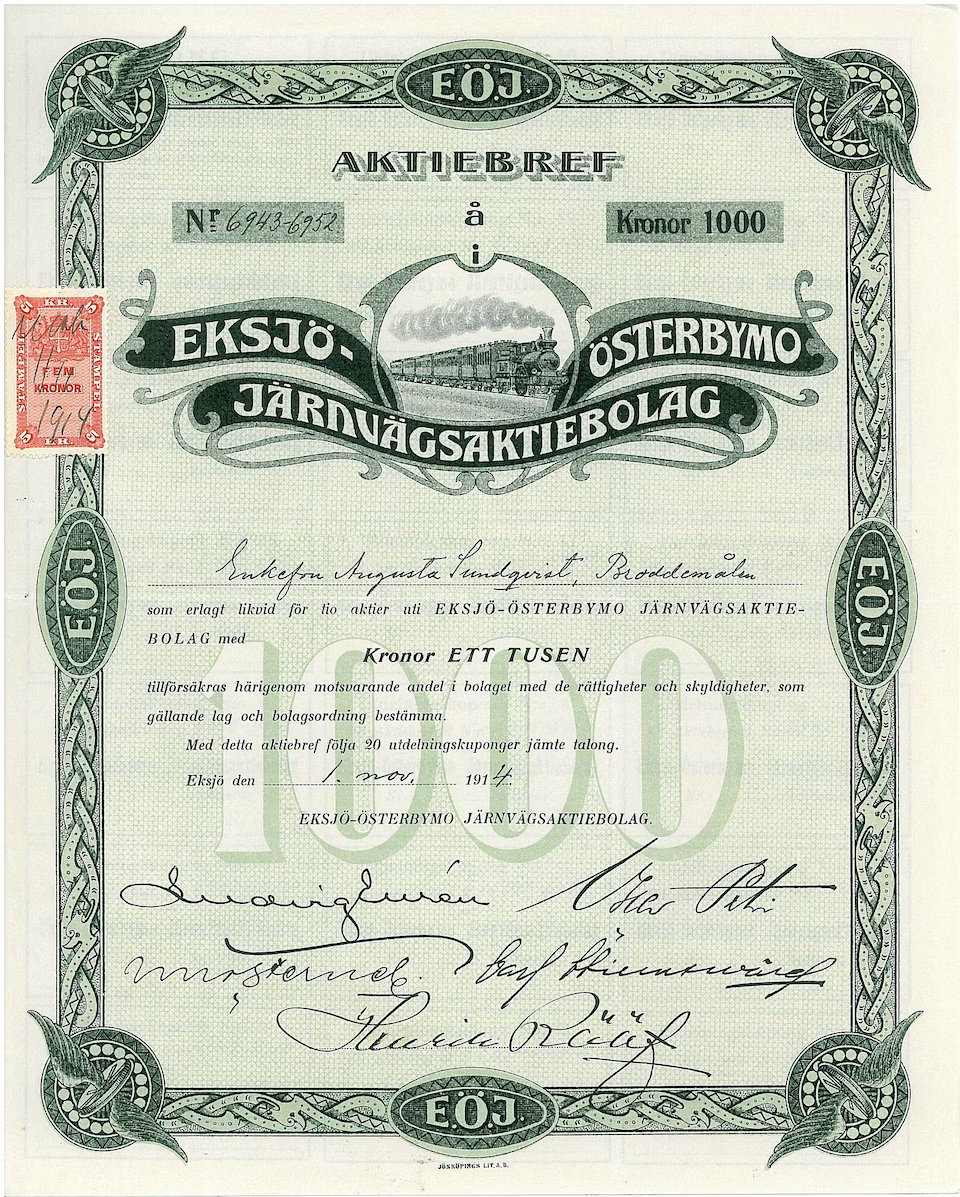
Aktie der Eksjö–Österbymo Järnvägsaktiebolag über 1000 Kronen von 1914

Am 13. März 1909 beschloss der Interimsvorstand die Beantragung einer Konzessionsänderung, um wieder mit einer verringerten Spurweite von 891 mm zu planen. Der Major John Eklund erstellte Zeichnungen und eine Kostenschätzung von 1.300.000 Kronen. Die neue Konzession wurde am 14. Mai 1910 erteilt. Am 30. Juli 1910 wurde die Gründungsurkunde unterzeichnet, und gleichzeitig wurde ein Antrag auf ein staatliches Darlehen eingereicht.
Nachdem Anfang 1911 die Hälfte des Aktienkapitals gezeichnet war, wurde die konstituierende Generalversammlung einberufen und am 22. März 1911 konstituierte sich die Eksjö-Österbymo Järnvägsaktiebolag (E.Ö.J.; deutsch Eksjö-Österbymo Eisenbahnaktiengesellschaft). Der erste Vorstand bestand aus Emil Uno Ludvig Swensson, Ludvig Magnus Eurén, Oscar Erik Petri, dem Leutnant Henrik Leonard Rääf und dem Notar Carl Georg Stiernswärd. Zu den Aktionären gehörten die Stadt Eksjö mit 200.000 Kronen, die Nässjö-Oskarshamns Järnväg mit 110.000 Kronen, die Gemeinde Västra Ryd mit 105.000 Kronen, die Gemeinde Sund mit 90.000 Kronen, der Landsting von Eksjö mit 15.000 Kronen und der Landsting von Jönköpings län mit 8.500 Kronen. Zudem wurde ein staatliches Darlehen in Höhe von 643.000 Kronen gewährt.

### Errichtung und Inbetriebnahme
Für eine Ausschreibungssumme von 695.000 Kronen wurde die Skånska Cementgjuteriet als Auftragnehmer für den Eisenbahnbau ausgewählt. Die Bauarbeiten begannen im Dezember 1913. Im Jahr 1916 wurden die Kosten für die Bahn mit 1.354.678 Kronen, davon 190.471 Kronen für die Fahrzeuge, beziffert.
Am 16. Dezember 1915 wurde die Verkehrsfreigabe erteilt und die Strecke am folgenden Tag mit einem geschmückten Zug feierlich eingeweiht. Am 18. Dezember 1915 wurde der allgemeine Verkehr aufgenommen.

### Betrieb bis zum Zweiten Weltkrieg
Die Eksjö–Österbymo Järnvägsaktiebolag hatte ihren Sitz in Eksjö und wurde während ihrer gesamten Zeit gemeinsam mit der Nässjö-Oskarshamns Järnväg verwaltet. Im ersten vollen Betriebsjahr 1916 wurden 38.670 Fahrten im Personenverkehr verkauft und 27.220 Tonnen Güter transportiert.
Aufgrund der zunehmenden Konkurrenz durch den Straßenverkehr wurden Rationalisierungsmaßnahmen durchgeführt: Im Jahr 1925 wurden einige Stationen mit Sicherheitssystemen für einen unbemannten Betrieb ausgestattet. 1926 wurden der Einmannbetrieb der Dampflokomotiven sowie Druckluftbremsen eingeführt und damit der schrittweise Abbau des Bremspersonals ermöglicht.
Im Kursbuch 1930 waren pro Tag ein bis zwei Zugpaare verzeichnet, die mit Fahrzeiten von rund 100 Minuten eine Durchschnittsgeschwindigkeit von um 21 Kilometer pro Stunde erreichten. Zumindest in den frühen 1940er Jahren wurden auch gemischte Züge gebildet.
Die Eigentümer mussten im Lauf der Zeit ab und zu Geld nachschießen, um den Betrieb aufrechtzuerhalten.

### Verstaatlichung
Im Rahmen der Allgemeinen Eisenbahnverstaatlichung in Schweden wurde die Eksjö–Österbymo Järnvägsaktiebolag am 1. Juli 1945 verstaatlicht und zum 1. Januar 1946 mit den Statens Järnvägar verschmolzen.
Anfang der 1950er Jahre war die Strecke, die seit langem unrentabel war, von der Stilllegung bedroht.

### Abbau
Am 10. Juni 1954 wurde der Personenverkehr eingestellt. Am 1. Oktober 1968 wurde der allgemeine Güterverkehr eingestellt. Der Transport von Faserholz wurde noch bis zum 11. Oktober 1968 fortgesetzt.
Nach dem Ende der Betriebs wurden die Schienen 1969 zwischen Österbymo und Rydsnäs und 1970 zwischen Rydsnäs und Eksjö abgebaut. 
Der Großteil der Trasse blieb erhalten und wird durch Wege in unterschiedlicher Beschaffenheit genutzt. Nur wenige Abschnitts wurden überbaut, beispielsweise durch Industriegebiete in Eksjö oder Rydsnäs.

## Streckenbeschreibung

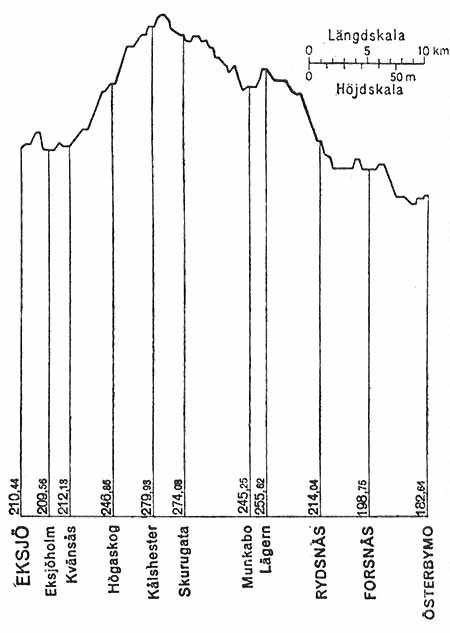
Höhenprofil der Strecke Eksjö–Österbymo

Die Bahnstrecke mit der Spurweite von 891 mm hatte eine Länge von 34,586 Kilometern, dazu kamen 3,486 Kilometer Anschlussgleise. Die Strecke wurde mit einer maximalen Längsneigung von 20 ‰ und einem Minimalradius von 300 Metern trassiert. Die Streckenhöchstgeschwindigkeit lag bei 30 Kilometer pro Stunde und die maximal zulässige Radsatzlast bei 3,75 Tonnen.
Beim Oberbau wurden Stahlschienen mit einem Metergewicht von 16,7 kg pro Meter und 49.200 nicht imprägnierte Holzschwellen verbaut.

### Betriebsstellen
Ab der Streckeneröffnung 1915 gab es die Bahnhöfe (schwedisch station) Eksjö, Högaskog, Kålshester, Skurugata, Lägern, Rydsnäs, Forsnäs und Österbymo. 1917 kam am 20. September die Ladestelle (schwedisch lastplats) Munkabo und am 1. Oktober der Haltepunkt (schwedisch hållplats) Kvänsås dazu. Zuletzt wurde 1920 der Haltepunkt Eksjöholm in Betrieb genommen.
Der Bahnhof Högaskog wurde 1920, die Bahnhöfe Kålshester, Skurugata und Lägern am 1. April 1924 in Halte- und Ladestellen (schwedisch håll- och lastplats) umgewandelt. Um 1933 geschah das gleiche mit Försnäs und am 1. Juni 1946 mit Rydsnäs.
Mit dem Ende des Personenverkehrs wurden am 10. Juni 1954 die reinen Haltepunkte Eksjöholm und Kvänsås aufgelassen und die übrigen Betriebsstellen mit Ausnahme von Eksjö in Ladestellen umgewandelt. Nach 1954 wurde die Ladestelle Skurugata aufgelassen, 1958 folgten Högaskog, Kålshester und Munkabo. Lägern wurde 1963 und Rydsnäs 1966 aufgelassen. Bis zum Ende des Güterverkehrs 1968 blieben noch die Ladestellen Forsnäs und Österbymo in Betrieb.

### Hochbauten
Für die Dampflokomotiven wurden in Eksjö neben dem Lokschuppen der Nässjö-Oskarshamns Järnväg eine 8 Meter lange Drehscheibe und ein paralleler Lokomotivschuppen mit Platz für zwei Lokomotiven gebaut. Der Lokomotivschuppen wurde 1970 abgerissen. In Österbymo wurden eine 6,5 m lange Drehscheibe und ein einständiger Lokomotivschuppen gebaut. Letzterer wurde 1969 abgerissen.
Neben den Empfangsgebäuden existierten an der Strecke ursprünglich vier Bahnwärterhäuschen.

## Fahrzeugeinsatz

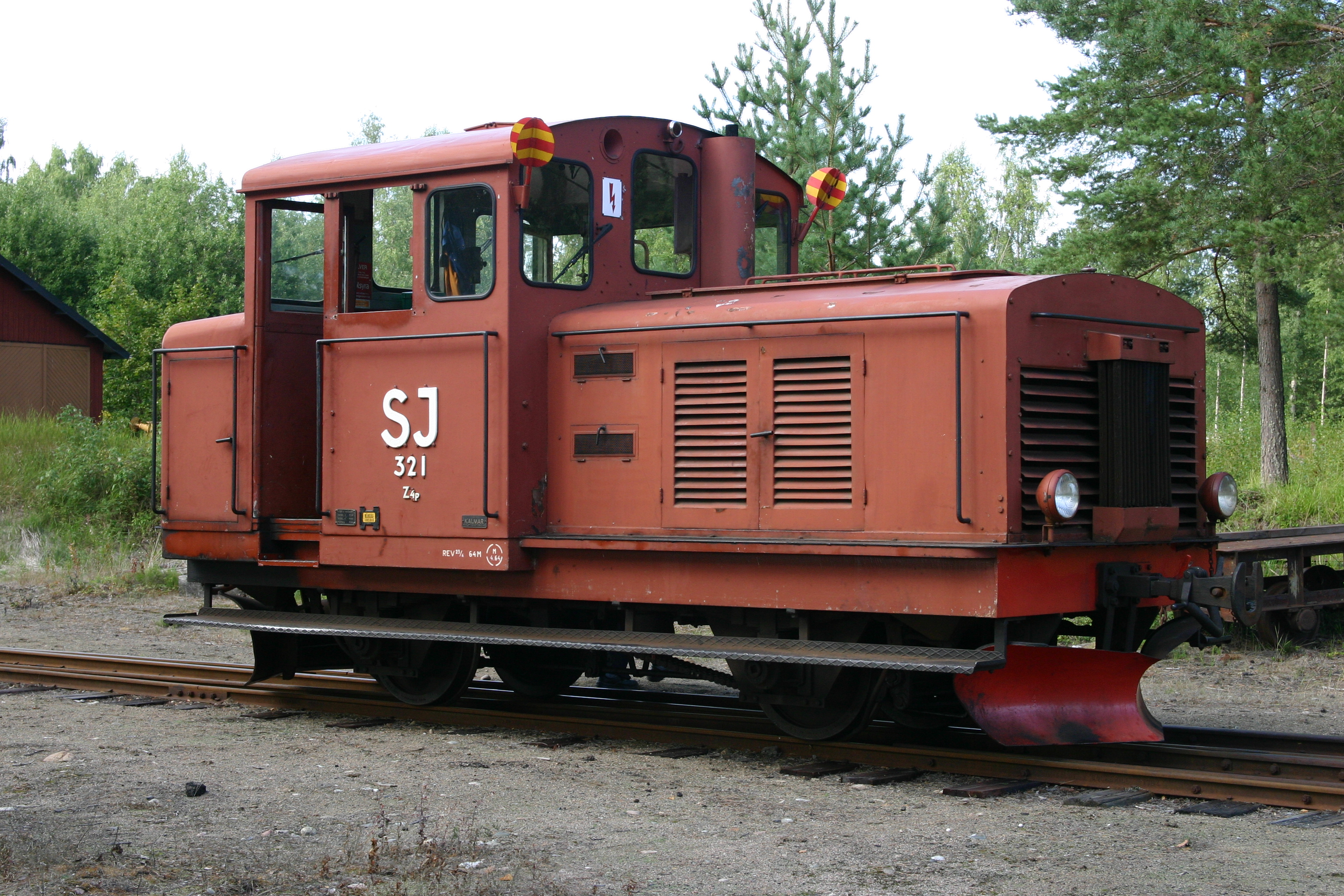
Diesellokomotive SJ Z4p 321

Für die Bauzüge beim Gleisbau wurden zwei Lokomotiven verwendet.
Die erste, eine Tenderlokomotive mit der Achsfolge C, wurde 1914 gebraucht von der Kalmar–Torsås Järnväg gekauft. Sie wurde ursprünglich im Jahr 1898 von Kristinehamns Mekaniska Verkstad für die Kalmar–Torsås Järnväg produziert. Bei der Eksjö-Österbymo Järnvägsaktiebolag erhielt die Lokomotive später die Ordnungsnummer 3. Eine weitere Lokomotive wurde von 1915 bis 1916 von der Pålsboda–Finspångs Järnväg angemietet. Vor der Eröffnung der Bahn wurden zwei neue Tenderlokomotiven mit der Achsfolge 1D bei Motala Verkstad bestellt als 1 und 2 nummeriert. Eine der Dampflokomotiven wurde später auch Lotta genannt.
| Nummer | Achsfolge | Hersteller                                     | Fabr.-Nr./ Baujahr | Besonderes | Bild |
| ------ | --------- | ---------------------------------------------- | ------------------ | --- | ---- |
| 1      | 1D t      | Motala Verkstad, Motala                        | 535/ 1914          | nach Übernahme durch SJ: Np 3044, 1962 verschrottet                                                               |      |
| 2      | 1D t      | Motala Verkstad, Motala                        | 567 1915           | nach Übernahme durch SJ: Np 3045, 1963 verschrottet                                                               |      |
| 3      | C t       | Kristinehamns Mekaniska Verkstad, Kristinehamn | 62/ 1898           | 1914 von Kalmar–Torsås Järnväg (KTsJ) gekauft, dort vorher KTsJ 10 SÖDRA MÖRE, 1938 abgestellt, 1945 verschrottet |      |

Für den Personenverkehr wurden zweiachsige Reisezugwagen mit einer Gesamtkapazität von 111 Sitzplätzen beschafft, zwei mit jeweils zweiter und dritter Wagenklasse und ein reiner Dritte-Klasse-Wagen. Im Güterverkehr wurden zu Beginn 32 zweiachsige Güterwagen, davon 7 gedeckte Wagen eingesetzt. Alle Wagen waren Neubauten von der Hässleholms Verkstad. Bis 1925 kamen 10 zweiachsige Güterwagen dazu. 
Die Anschaffungskosten für die Schienenfahrzeuge wurden im Jahr 1916 mit 190.471 Schwedischen Kronen angegeben.
Als Brennstoff für die Dampflokomotiven wurde neben Kohle auch Brennholz verwendet, unter anderem aufgrund des Kohlemangels während des Ersten und des Zweiten Weltkrieges. So wurden 1916, dem ersten vollen Betriebsjahr, 208 Tonnen ausländische Steinkohle, 201 Tonnen schwedische Kohle und 568 Kubikmeter Holz verbraucht.
Nachdem auf der Strecke bis 1950 ausschließliche Dampflokomotiven eingesetzt wurden, testeten die Statens Järnvägar auf dieser eine Diesellokomotive der Baureihe Z4p. Die Tests verliefen erfolgreich und Ende 1952 ersetzte die im selben Jahr gebaute Lokomotive Z4p 321 eine der Dampflokomotiven. Von der Bevölkerung erhielt die Lokomotive bald den Spitznamen August. Die durch diesen Traktionswandel erhofften Einsparungen wurden auf einige zehntausend Schwedische Kronen pro Jahr geschätzt.
Zusammen mit einer Dampflokomotive der ehemaligen Östra Smålands Järnväg sorgte die Diesellokomotive einige Jahre lang für die Traktion. Mit dem abnehmenden Verkehr wurde die Dampflokomotive immer seltener eingesetzt. Die Statens Järnvägar setzten die Lokomotive Z4p 321 nach der Bahnstrecke Eksjö–Österbymo auf der Strecke Växjö–Västervik ein und verkauften sie nach deren Stilllegung an die Museumsbahn Jädraås–Tallås Järnväg, wo sie betriebsbereit erhalten wurde.